# Burmesischer Shan-Tofu

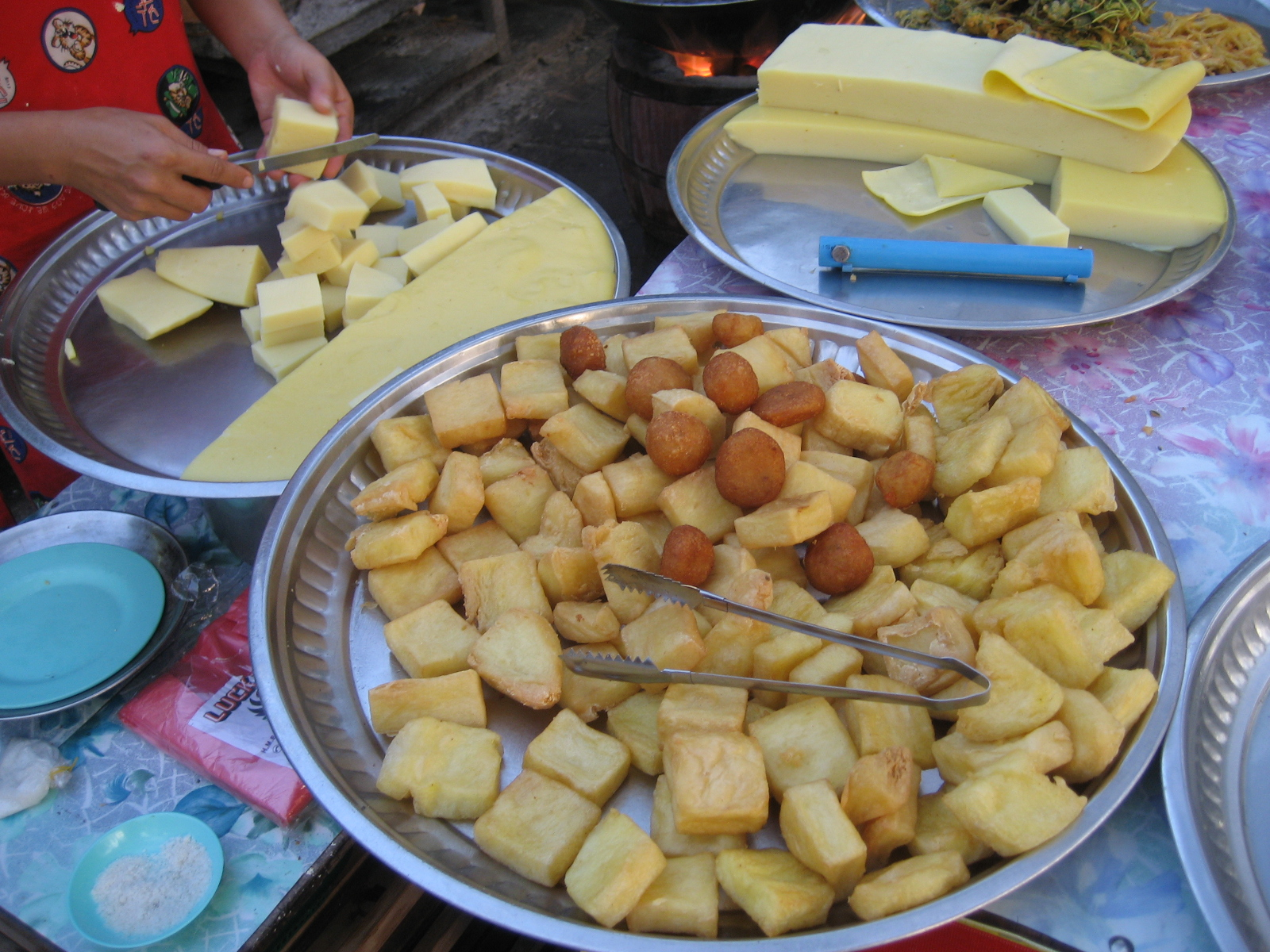
Burmesischer Tofu frittiert und frisch

Burmesischer Shan-Tofu, auch bekannt als Kikaer Tofu, ist eine Art von Tofu, die in Myanmar (früher als Burma bekannt) hergestellt wird. Im Gegensatz zu traditionellem Tofu, der aus Sojabohnen hergestellt wird, wird Shan-Tofu aus Kichererbsenmehl hergestellt. Dies macht ihn zu einer guten Alternative für Menschen, die Sojabohnen nicht vertragen oder aufgrund von religiösen Gründen meiden.
Shan-Tofu hat eine weiche und zerfallende Textur und einen milden Geschmack, der leicht süßlich ist. Es wird oft als Ersatz für Fleisch in vegetarischen und veganen Gerichten verwendet und kann auch in Suppen, Curries und anderen Saucen verwendet werden.
In Myanmar wird Shan-Tofu traditionell von Frauen hergestellt, die ihn auf Märkten und Straßenständen verkaufen. Er ist ein wichtiger Bestandteil der burmesischen Küche und wird oft zusammen mit anderen Zutaten wie Reis, Gemüse und Gewürzen serviert.

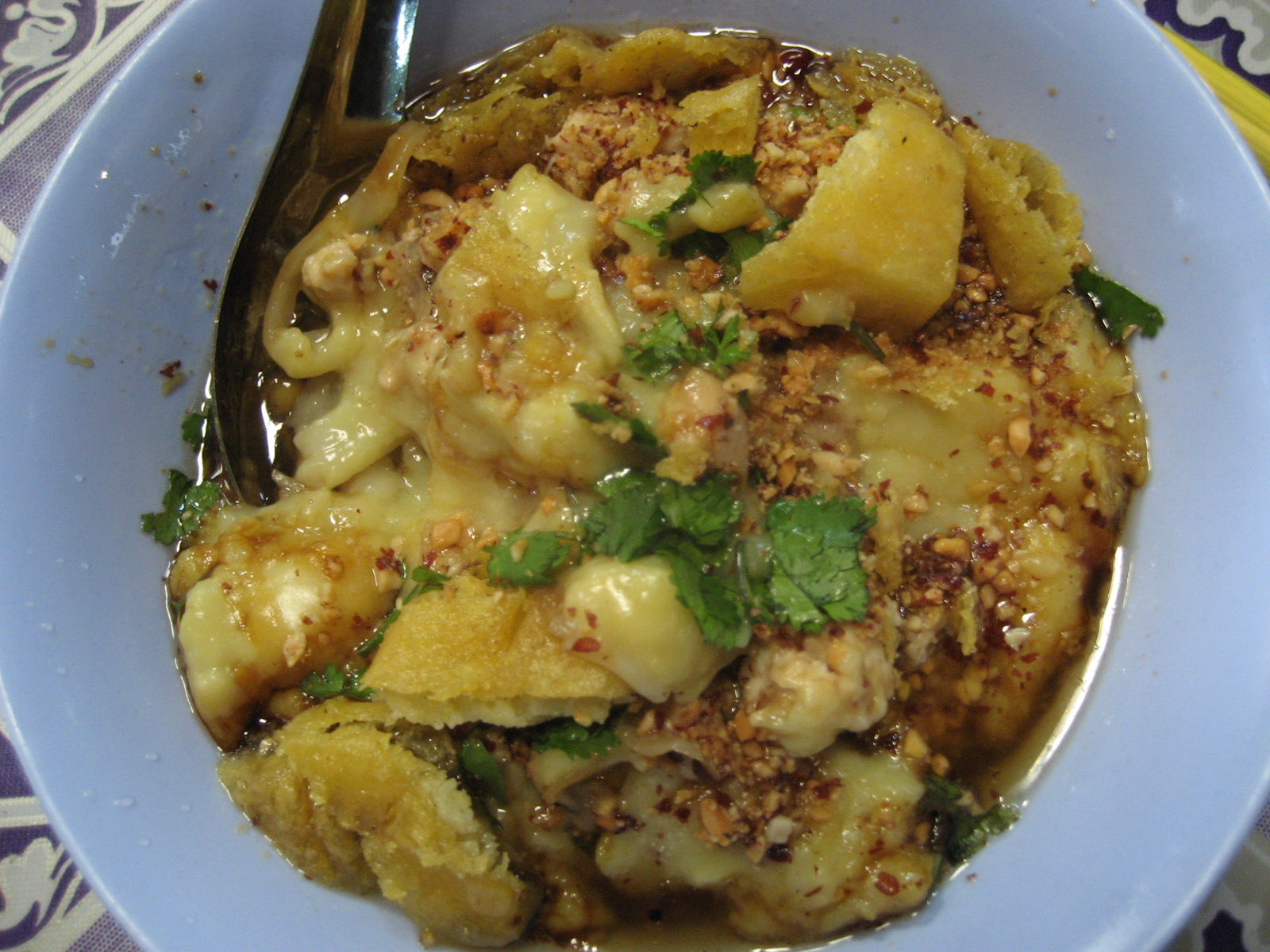
Ein Salat mit Tofu als Beilage

Shan-Tofu ist auch in anderen Teilen Asiens beliebt, insbesondere in Thailand und Laos. Es wird oft in gekochter Form gegessen, aber es gibt auch Rezepte, in denen es frittiert oder in Suppen verwendet wird.
In den letzten Jahren hat Shan-Tofu auch an Popularität in anderen Teilen der Welt gewonnen, da es als gesunde Alternative zu traditionellem Tofu und anderen Fleischquellen angesehen wird. Es ist reich an Proteinen, Ballaststoffen und anderen Nährstoffen und wird oft als Teil einer gesunden, ausgewogenen Ernährung empfohlen.

## Zubereitung
Um Shan-Tofu herzustellen, wird Kichererbsenmehl mit Wasser vermischt und zu einer pastösen Masse verarbeitet. Die Masse wird dann in eine Form gegeben und bei hoher Hitze gekocht, bis sie fest wird. Der Tofu wird dann in Stücke geschnitten und kann entweder sofort verwendet oder aufbewahrt werden.